# Little Clacton
Little Clacton är en by och en civil parish i Tendring i Essex i England. Orten har 2 832 invånare (2001).